# جین موران
جین موران (انگلیسی: Jane Moran؛ زادهٔ ۶ ژوئن ۱۹۸۵) بازیکن زن واترپلو اهل استرالیا است.
وی در مسابقات کشوری و بین‌المللی در مجموع برندهٔ ۱ مدال طلا، ۱ مدال نقره، ۱ مدال برنز شده‌است.